# Stannate
Ne doit pas être confondu avec Stannane.
En chimie, le terme stannate fait référence aux composés de l'étain (Sn). L'acide stannique (Sn(OH)4), le précurseur formel des stannates, n'existe pas et est en réalité un hydrate de SnO2. Le terme stannate est également utilisé dans la nomenclature des composés inorganiques comme suffixe ; par exemple l'ion hexachlorostannate est SnCl62−.
En science des matériaux, deux sortes d'oxyanions d'étain sont distingués :
- les orthostannates qui contiennent des unités SnO44− discrètes (par exemple K4SnO4) ou qui ont une structure spinelle (par exemple Mg2SnO4) ;
- les métastannates avec une stoechiométrie MIISnO3, MI
2SnO3 qui peuvent contenir des anions polymériques ou être parfois mieux décrits comme des oxydes mixtes.

Ces matériaux sont des semi-conducteurs.

## Exemples
- Stannate de baryum, BaSnO3 (un métastannate)
- Stannate de cobalt, Co2SnO4, constituant primaire du pigment cœruleum
- Stannate de dysprosium (en), Dy2Sn2O7
- Stannate de plomb, Pb2SnO4, le jaune de plomb-étain (en) de "Type I"
- Stannate de potassium, formellement l'hexahydroxostannate(IV) de potassium, formule K2Sn(OH)6
- Stannate de sodium, formellement l'hexahydroxostannate(IV) de sodium, formule Na2Sn(OH)6